# Nicolae Pop
Nicolae Vasile Pop (ur. 3 stycznia 1951 w Hodac) – rumuński siatkarz, medalista igrzysk olimpijskich.

## Życiorys
Pop był w składzie reprezentacji Rumunii podczas igrzysk olimpijskich 1980 w Moskwie. Jego reprezentacja zdobyła brązowy medal.